# Viasat Nature
Viasat Nature je digitální televizní kanál provozovaný společností Viasat, který byl spuštěn v roce 2010. Vysílá dokumentární pořady o zvířatech, přírodě a životě v divočině.

## Dostupnost

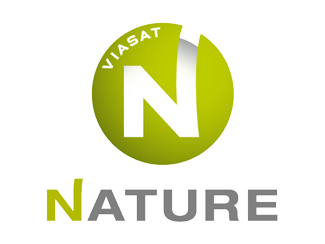
Logo Viasat Nature z roku 2010

Stanice je šířena prostřednictvím pozemního vysílání v Regionální síti 4, kde je šířena kódovaně. Dále vysílá v satelitních platformách, kabelové a IPTV televizi.